# Grimmia crinita
Grimmia crinita là một loài Rêu trong họ Grimmiaceae. Loài này được Brid. mô tả khoa học đầu tiên năm 1806.